# كيتسونه

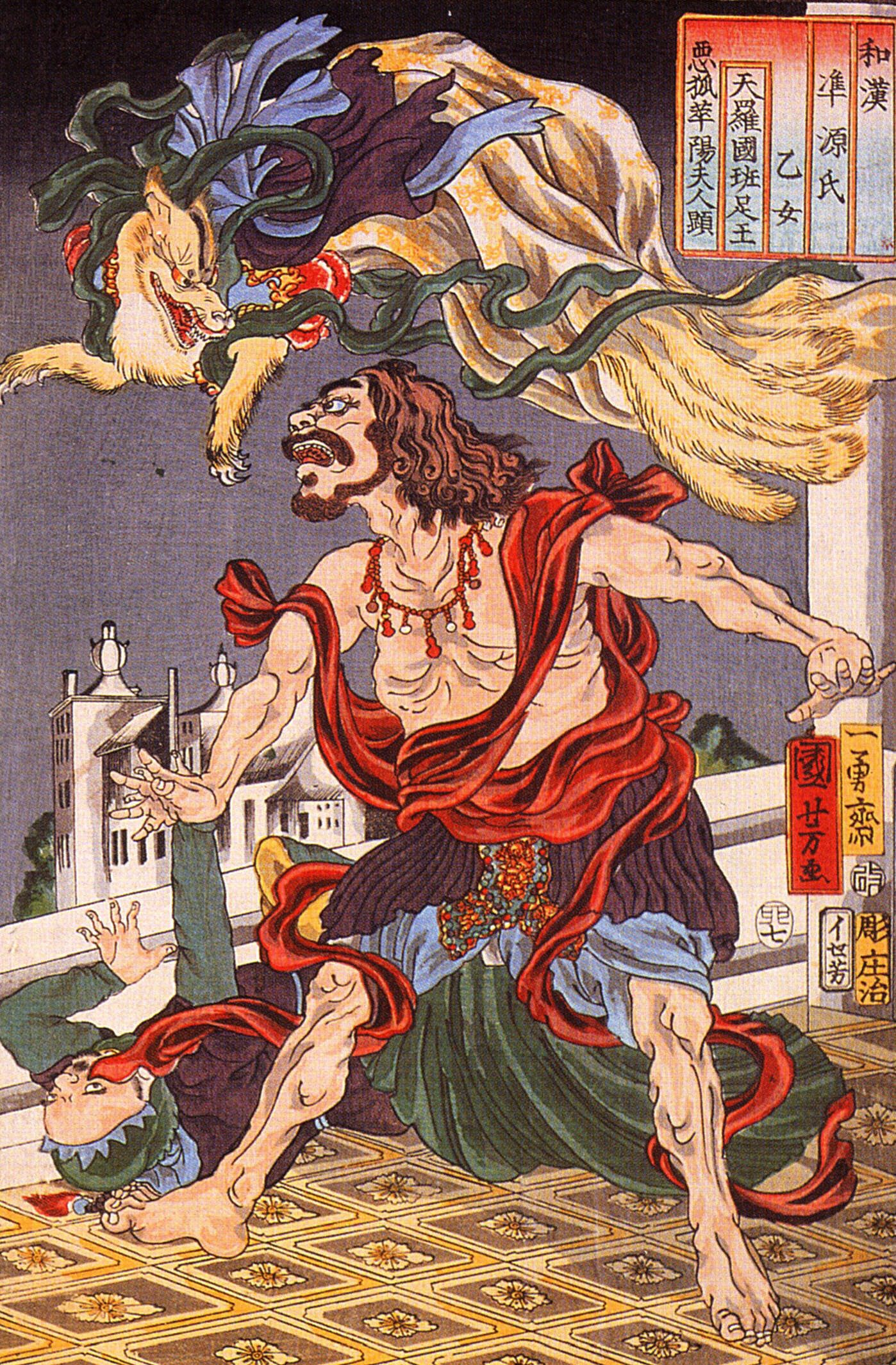
لوحة تمثل الأمير هانزوكو وهو خائف من ثعلب ذو تسع أذيال.

كيتسونه (باليابانية: 狐) وتعني «الثعلب». وهو عبارة عن حيوان في الفلكلور الياباني. تصورها القصص على أنها مخلوقات ذكية وتمتلك مقدرات سحرية تزيد من عمرها وحكمتها، ومن أهم هذه القدرات هي القدرة على التمثل بصورة البشر. على الرغم من أن البعض يصف الكيتسونة بالمكر والاحتيال إلا أن البعض الآخر يقدسها ويحترمها على أنها صديق أو محبوب.
تقول الأسطورة، عاش الإنسان مع الكيتسونة بتناغم في اليابان القديمة، كما أن الكيتسونة مقرونه بالحاكم إناري[بحاجة لمصدر]، كامي الشنتو وتعمل كخادم له.

## الأصل

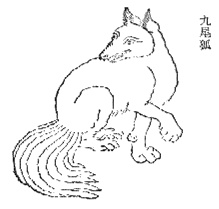
ثعلب ذو تسع أذيال، من الثقافة الصينية.

من المتفق عليه أن الثعالب في الثقافة اليابانية مستمدة من الصين، كوريا، والهند. وتتكلم الكثير من الحكايا الصينية عن الثعالب ذات الأذناب التسعة. والكثير من هذه القصص قد سجلت في كتاب كونجاكو مونوغاتاري.